# Busenberg

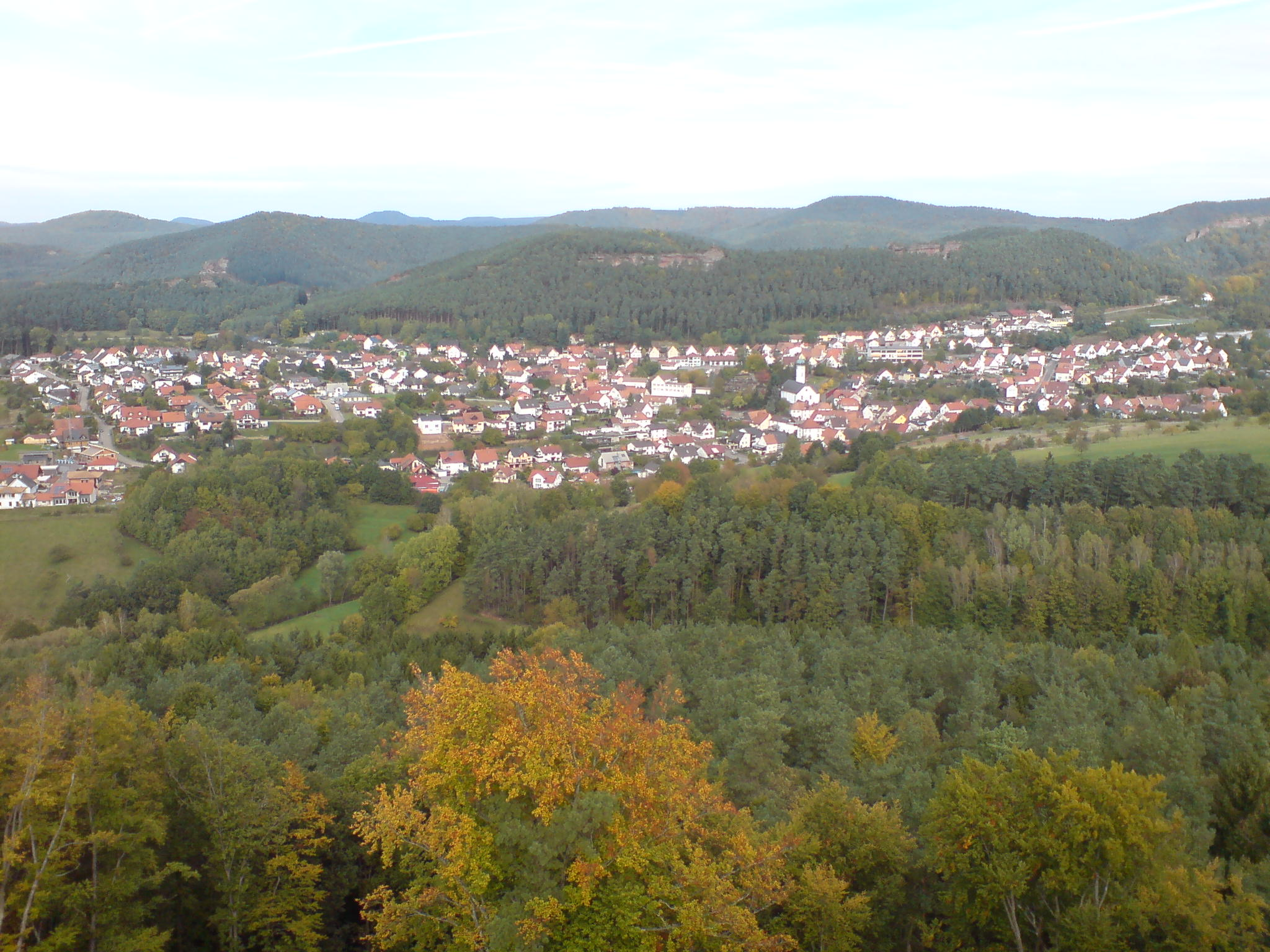
Ortsbild von Busenberg

Busenberg ist eine Ortsgemeinde im zu Rheinland-Pfalz gehörenden Landkreis Südwestpfalz. Sie ist Bestandteil der Verbandsgemeinde Dahner Felsenland, die ihren Verwaltungssitz in der Stadt Dahn hat und innerhalb derer sie gemessen an der Einwohnerzahl die viertgrößte Ortsgemeinde darstellt.

## Geographie

### Lage
Busenberg liegt auf 245 m ü. NHN im deutschen Teil des Wasgaus, dem südlichen Teil des Pfälzerwalds, in der Region Dahner Felsenland, von welcher die Verbandsgemeinde ihren Namen ableitet. Zu Busenberg gehören der Weiler Bärenbrunnerhof, der vier Kilometer nordöstlich am Ende des Bärenbrunner Tals liegt und ausschließlich über den Nachbarort Schindhard erreicht werden kann, sowie die Wohnplätze Bärenbrunnermühle und Weißensteiner Hof.

Nachbargemeinden sind – im Uhrzeigersinn – Erfweiler, Schwanheim, Oberschlettenbach, Vorderweidenthal – östlich, sechs Kilometer –, Erlenbach (südöstlich, 5 km), Bundenthal, Bruchweiler-Bärenbach – südwestlich, vier Kilometer – und Schindhard – nördlich, 1 Kilometer –. Nächstgelegene Stadt ist Dahn; diese liegt vier Kilometer nordwestlich von Busenberg entfernt. Acht Kilometer Luftlinie südwestlich verläuft die Grenze zum französischen Département Bas-Rhin, alternativ als „Unterelsass“ bezeichnet.

### Erhebungen
Der Ort ist von Bergen umgeben, die ihn um etwa 200 m überragen und deren Gesteinsschichten aus feinkörnigem Sandstein bestehen. Beherrschende Erhebungen sind der – bereits jenseits der Gemarkungsgrenze befindliche – Jüngstberg (491 m) im Südwesten und der Löffelsberg (445 m) im Nordosten. An der Gemarkungsgrenze zu Vorderweidenthal und Oberschlettenbach befindet sich der 447,6 m hohe Puhlstein. An der Gemarkungsgrenze zu Erlenbach bei Dahn erhebt sich der 420 m hohe Heidenkopf. Der Ortskern erstreckt sich in einer Mulde dazwischen, kleinere Neubaugebiete sind mittlerweile an den Hängen emporgewachsen. Im äußersten Norden der Gemarkung an der Grenze zu Schwanheim und Erfweiler liegt das 476,7 m hohe Wolfshorn und südwestlich von ihm an der Grenze zu Erfweiler der Eichelberg.

### Gewässer
Von Busenberg aus fließt der 2,2 km lange Geiersteinbach nach Westen, der eine Fläche von 6 km² entwässert und von links in die Lauter mündet, die hier am Oberlauf Wieslauter genannt wird. Nördlich des Kernortes fließt in Ost-West-Richtung der Kuhbach, der die Bärenbrunnermühle passiert und ebenfalls ein linker Nebenfluss der Wieslauter ist.

## Geschichte

### Urgeschichte
Die älteste Spur menschlicher Besiedlung stellt seit 2018 eine 3,2 cm breite, 2,9 cm lange und 0,8 cm dicke Blattspitze aus dem späten Mittelpaläolithikum dar, die der Zeit vor etwa 50.000 bis 35.000 Jahren angehört. Sie besteht aus hellgrauem Felsquarzit, hat einen spitzovalen Querschnitt und ist auf beiden Seiten vollständig retuschiert. Gleichzeitig stellt sie die bisher am weitesten im Südwesten entdeckte Blattspitze dar, denn Blattspitzengruppen waren vor allem in Mittel-, Ost- und Südosteuropa bis in die Türkei verbreitet, selten finden sich Stücke bis nach England. Mangels Skelettfunden ist bisher unklar, ob die Träger dieser Kultur späte Neandertaler oder anatomisch moderne Menschen waren.

### Mittelalterliches Dorf, Dürckheimer Besitz
Vermutlich gab es das Dorf bereits um das Jahr 1200, erstmals urkundlich erwähnt wurde es 1408. Zu einem unbekannten Zeitpunkt, möglicherweise um 1490, kam Busenberg in den Besitz der Herren von Dürckheim. Der landesherrliche Besitz dieser niederadeligen Familie war anfangs vermutlich im Rahmen von Reichsritterschaft und Oberrheinischem Kreis organisiert. Mit der Übernahme der Landeshoheit durch Frankreich Ende des 17. Jahrhunderts wurde die Busenbergische Herrschaft der Dürckheim, zuletzt von Eckebrecht von Türkheim ausgeübt, zu einem französischen Territorium. Den Dürckheim verblieben zunächst noch die niedergerichtlichen Rechte, bis im Gefolge der Französischen Revolution auch die letzten Vorrechte des Adels aufgehoben wurden.

### Französische Herrschaft (1798–1814), Österreich und Bayern (1815/16), Pirmasens (1818)
Von 1798 bis 1814, als die Pfalz Teil der Französischen Republik (bis 1804) und anschließend Teil des Napoleonischen Kaiserreichs war, war Busenberg in den Kanton Dahn eingegliedert. 1815 wurde der Ort Österreich zugeschlagen. Bereits ein Jahr später wechselte Busenberg in das Königreich Bayern. Ab 1818 war der Ort Bestandteil des Landkommissariats Pirmasens, das 1862 in ein Bezirksamt umgewandelt wurde.

### Französische Besatzung nach 1945, Rheinland-Pfalz, Gebietsreform (1972)
1925 hatte die Gemeinde 821 Einwohner, die in 136 Wohngebäuden lebten. 1939 wurde sie in den Landkreis Pirmasens (ab 1997 Landkreis Südwestpfalz) eingegliedert. Nach dem Zweiten Weltkrieg wurde die Gemeinde innerhalb der französischen Besatzungszone Teil des damals neu gebildeten Landes Rheinland-Pfalz. Im Zuge der ersten rheinland-pfälzischen Verwaltungsreform wurde Busenberg 1972 der neugeschaffenen Verbandsgemeinde Dahner Felsenland zugeordnet.

### Ortsname
Wie für Bouzemont so ist auch für Busenberg ein Ursprung in vorgeschichtlicher Zeit wahrscheinlich. Beide Ortschaften liegen im Wasgenwald, sodass ein Waldbezug gesichert scheint. Für Bouzemont ist dieses bezeugt mit „Bosonis mons“ mit latinisierendem Genitivsuffix -is. Der Wortteil „bos“ als alteuropäisch-vaskonisches Etymon mit der Bedeutung Baum und dem als Suffix erkennbaren -n von Boson ergeben eine lokativische Bedeutung „Berg im Wald“. Auch für Busenberg in der Pfalz kann dies sowohl hinsichtlich der Namengeschichte als auch der Waldbezogenheit angenommen werden; vom Berg hat man einen Blick auf die umliegenden Wälder.

## Bevölkerung

### Einwohnerentwicklung
Die Einwohnerzahl von Busenberg entwickelte sich folgendermaßen, die Werte von 1871 bis 1987 beruhen auf Volkszählungen:
| Jahr | Einwohner |
| ---- | --------- |
| 1815 | 541       |
| 1835 | 652       |
| 1871 | 717       |
| 1905 | 687       |
| 1939 | 1.363     |
| 1950 | 981       |
| 1961 | 1.177     |

| Jahr | Einwohner |
| ---- | --------- |
| 1970 | 1.314     |
| 1987 | 1.336     |
| 1997 | 1.371     |
| 2005 | 1.397     |
| 2011 | 1.291     |
| 2017 | 1.196     |
| 2023 | 1.167     |

### Religion
Christentum
Ende des Jahres 2012 waren 75,3 Prozent der Einwohner katholisch und 11,0 Prozent evangelisch. Die übrigen gehörten einer anderen Religion an oder waren konfessionslos. Die Katholiken gehören zum Bistum Speyer und unterstehen dort dem Dekanat Pirmasens, die Evangelischen zur Protestantischen Landeskirche der Pfalz. Vor Ort existiert eine katholische Kirche. Diese trägt den Namen St. Jakobus  und enthält eine von Hugo Mayer Orgelbau gefertigte Orgel aus dem Jahr 1971.
Judentum
Die einst vor Ort ansässige jüdische Gemeinde besaß eine Synagoge, die inzwischen nicht mehr existiert. 1824, als die Gemeinde ihre größte Mitgliederzahl erreichte, lebten in Busenberg 127 Bürger jüdischen Glaubens. Jüdische Einwohner gibt es vor Ort nicht mehr. Die letzten wurden 1940 durch die Nationalsozialisten deportiert und sind tot oder verschollen. Am 21. November 2007 wurden vor ihren früheren Wohnstätten durch den Kölner Künstler Gunter Demnig Stolpersteine verlegt, der Pfälzer Mundartdichter Albert H. Keil trug dazu eigene Texte unter dem Titel „Kultur gegen rechte Gewalt“ vor.
Auf der Gemarkung von Busenberg hat der denkmalgeschützte Jüdische Friedhof überdauert. Er wurde in der Zeit nach dem Nationalsozialismus mehrmals geschändet und teilweise völlig verwüstet.
Das ehemalige rituelle Judenbad in der Talstraße war das einzige Mikwegebäude in der Pfalz, das erhalten geblieben war. 2017 wurde es abgerissen, da der bauliche Zustand schlecht war und es nicht unter Denkmalschutz stand.

## Politik

### Gemeinderat
Der Gemeinderat in Busenberg besteht aus 16 Ratsmitgliedern, die bei der Kommunalwahl am 9. Juni 2024 in einer Mehrheitswahl gewählt wurden, und dem ehrenamtlichen Ortsbürgermeister als Vorsitzendem. Bis zur Wahl 2019 wurde in einer personalisierten Verhältniswahl gewählt, da mindestens zwei Wahlvorschlagslisten eingereicht wurden.
Die Sitzverteilung im Gemeinderat:
| Wahl | SPD               | CDU               | FWG               | Gesamt   |
| ---- | ----------------- | ----------------- | ----------------- | -------- |
| 2024 | per Mehrheitswahl | per Mehrheitswahl | per Mehrheitswahl | 16 Sitze |
| 2019 | 4                 | –                 | 12                | 16 Sitze |
| 2014 | 3                 | –                 | 13                | 16 Sitze |
| 2009 | 3                 | 3                 | 10                | 16 Sitze |
| 2004 | –                 | 5                 | 11                | 16 Sitze |

- FWG = Freie Wählergemeinschaft Busenberg e. V.

### Bürgermeister
Christof Müller (FWG) wurde am 30. Juni 2016 Ortsbürgermeister von Busenberg. Bei der Direktwahl am 26. Mai 2019 wurde er mit einem Stimmenanteil von 76,91 % für weitere fünf Jahre in seinem Amt bestätigt. Bei der Direktwahl am 9. Juni 2024 konnte Müller sein Amt mit 52,0 % der Stimmen gegen eine Kandidatin der SPD verteidigen.
Müllers Vorgänger Klaus Klonig (FWG) war im März 2016 zurückgetreten.

### Wappen
| Wappen von Busenberg | Blasonierung: „Von Schwarz und Gold gespalten, rechts ein zehnendiges goldenes Hirschgeweih, links ein blaubewehrter und -bezungter roter Löwe.“ |
| Wappen von Busenberg | Wappenbegründung: Der Pfälzer Löwe steht für die ehemaligen Ortsherren, die wittelsbachischen Herzöge von Pfalz-Zweibrücken, und das Hirschgeweih entstammt dem Wappen der Edlen von Drachenfels, die anfangs Ministerialen und Lehnsmannen des Bischofs von Speyer waren. Es wurde 1972 von der Bezirksregierung Neustadt genehmigt. |

## Kultur und Sehenswürdigkeiten

### Bauwerke

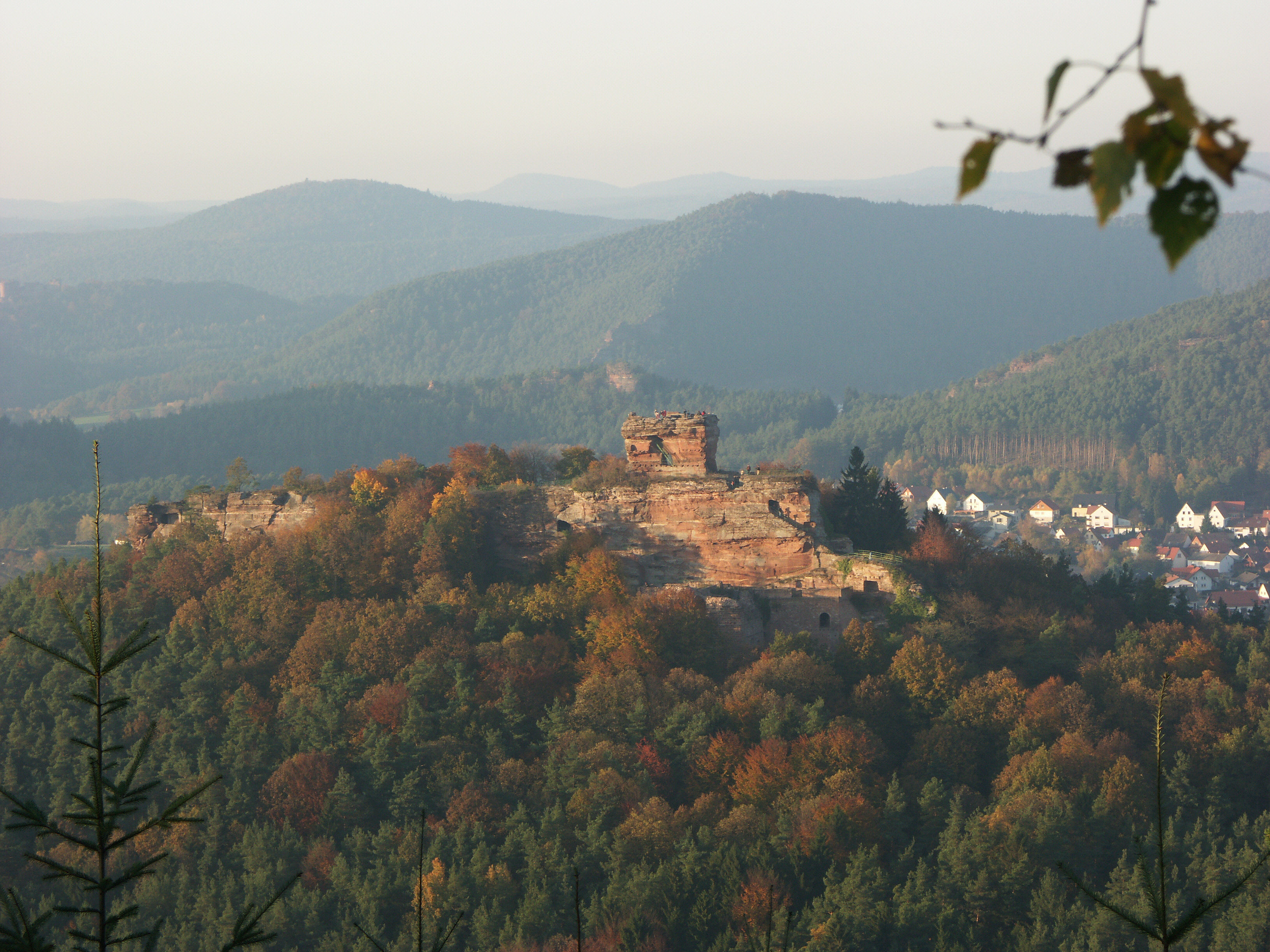
Burg Drachenfels

Die Burg Drachenfels und der jüdische Friedhof sind als Denkmalzonen ausgewiesen. Erstere liegt unmittelbar südlich oberhalb Busenbergs auf 368 m Höhe mit dem auffälligen Backenzahn, wie der Rest des Bergfrieds im Volksmund genannt wird. Sie wurde 1523 zerstört, weil ein Ganerbenanteil dem besiegten und getöteten Ritter Franz von Sickingen gehört hatte. Letzte Herren der Ruine waren die Herren von Dürkheim, die nach der Französischen Revolution enteignet wurden. Seither befindet sich die Anlage in Gemeindebesitz. Sie wurde über mehrere Jahrhunderte als Steinbruch missbraucht.
Der jüdische Friedhof mit 286 Grabstätten liegt auf einer kleinen Anhöhe etwa 500 m südöstlich außerhalb des Ortes in Richtung Bad Bergzabern. Er war von 1824 bis in die Zeit des Nationalsozialismus und, für drei Bestattungen, zwischen 1958 und 1979 in Gebrauch. Nicht ausschließlich 1938, sondern eben in der Zeit lange nach dem Ende des Dritten Reiches – 1978, 1994 und 1997 – war er Ziel von Friedhofsschändungen. 1985 wurde die Anlage als geschütztes Kulturgut im Sinne der Haager Konvention eingestuft.
Hinzu kommen insgesamt elf Einzeldenkmäler, darunter folgende Objekte:
Katholische Kirche – Die katholische Pfarrkirche St. Jakobus ging gemäß Urkunde vom 6. Oktober 1490 aus einer mittelalterlichen Kapelle hervor. Sie wurde in der späten Barockzeit zwischen 1760 und 1767 vergrößert und ausgebaut, dabei wurden auch Steine vom Drachenfels verwendet.
Schlösschen – Freiherr Franz Christoph Eckbrecht von Dürkheim errichtete 1778 mit Steinen aus dem Drachenfels mitten in Busenberg ein herrschaftliches Landhaus, das mittlerweile „Schlösschen“ genannt wird.

### Natur

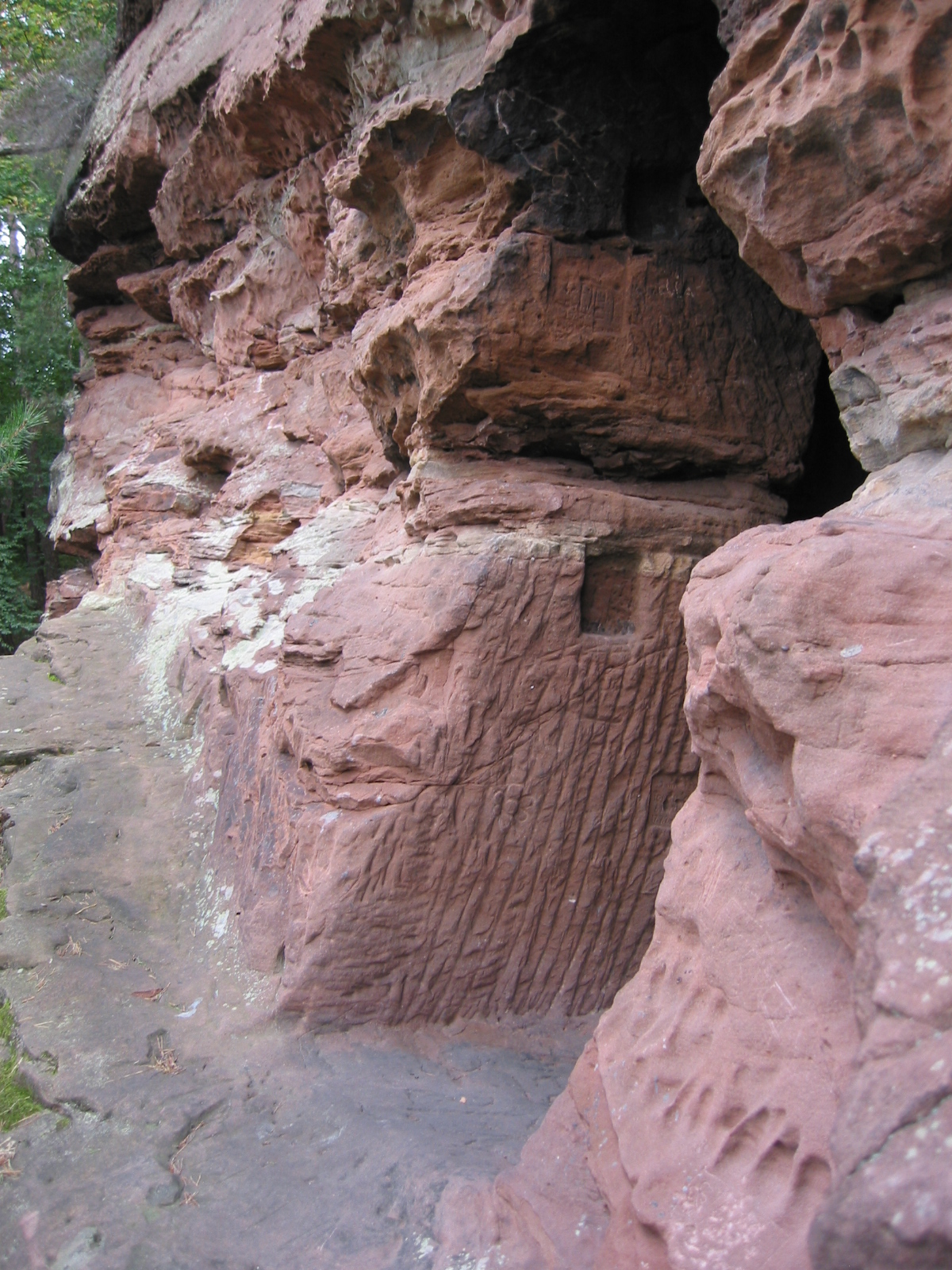
Buchkammerfels

Busenberg liegt im Naturpark Pfälzerwald, der wiederum Bestandteil des Biosphärenreservats Pfälzerwald-Vosges du Nord ist. Auf Gemarkung der Ortsgemeinde befinden sich insgesamt fünf Naturdenkmale; dabei handelt es sich bei allen fünf Objekten um Felsformationen wie dem Buchkammerfels. Darüber hinaus gehört die Gemeinde zum Klettergebiet Pfälzer Wald.

### Folklore
Laut einer Sage existierte auf der Burg Drachenfels einst ein silbernes Kegelspiel.

## Wirtschaft und Infrastruktur

### Wirtschaft
Aufgrund der geographischen Gegebenheiten dominierte in Busenberg jahrhundertelang die Forst- und Holzwirtschaft. Früher war im Ort außerdem der Beruf des Holzschuhmachers verbreitet. Die Gemeinde verfügt über keinerlei Industrie und ist eine reine Wohngemeinde.

### Verkehr
Durch Busenberg führt die Bundesstraße 427, die von Nordwest nach Südost verläuft und über 44,8 Kilometer Hinterweidenthal und Kandel verbindet. In Hinterweidenthal ist die B 427 an die B 10 angebunden, in Bad Bergzabern besteht Anschluss an die Bundesstraßen 38 und 48. Zudem liegt der Ort an der Deutschen Schuhstraße. Der Bärenbrunnerhof ist über die Kreisstraße 41 ans Straßennetz angebunden, die über Schindhard bis zum Ortsteil Reichenbach der Stadt Dahn führt.
Die Ortsgemeinde ist über die Buslinie 545 des Verkehrsverbundes Rhein-Neckar, die nach Bad Bergzabern und Dahn führt, an das Nahverkehrsnetz angebunden.
1911 entstand an der Wieslauterbahn der Bahnhof Busenberg-Schindhard. Obwohl auf Dahner Gemarkung auf Höhe dessen Ortsteils Reichenbach gelegen, war er als gemeinsame Bahnstation von Busenberg, Erfweiler und Schindhard ausgelegt. 1966 beziehungsweise 1976 wurde der Personenverkehr eingestellt, 1997 im Ausflugsverkehr reaktiviert.
Aktuell verkehrt die Wieslauterbahn in den Sommermonaten (Mai bis Oktober) mittwochs, samstags, an Sonn- und Feiertagen sowie jährlich am Fastnachtssonntag zum Fastnachtsumzug und zum Martinimarkt in Dahn.

### Tourismus

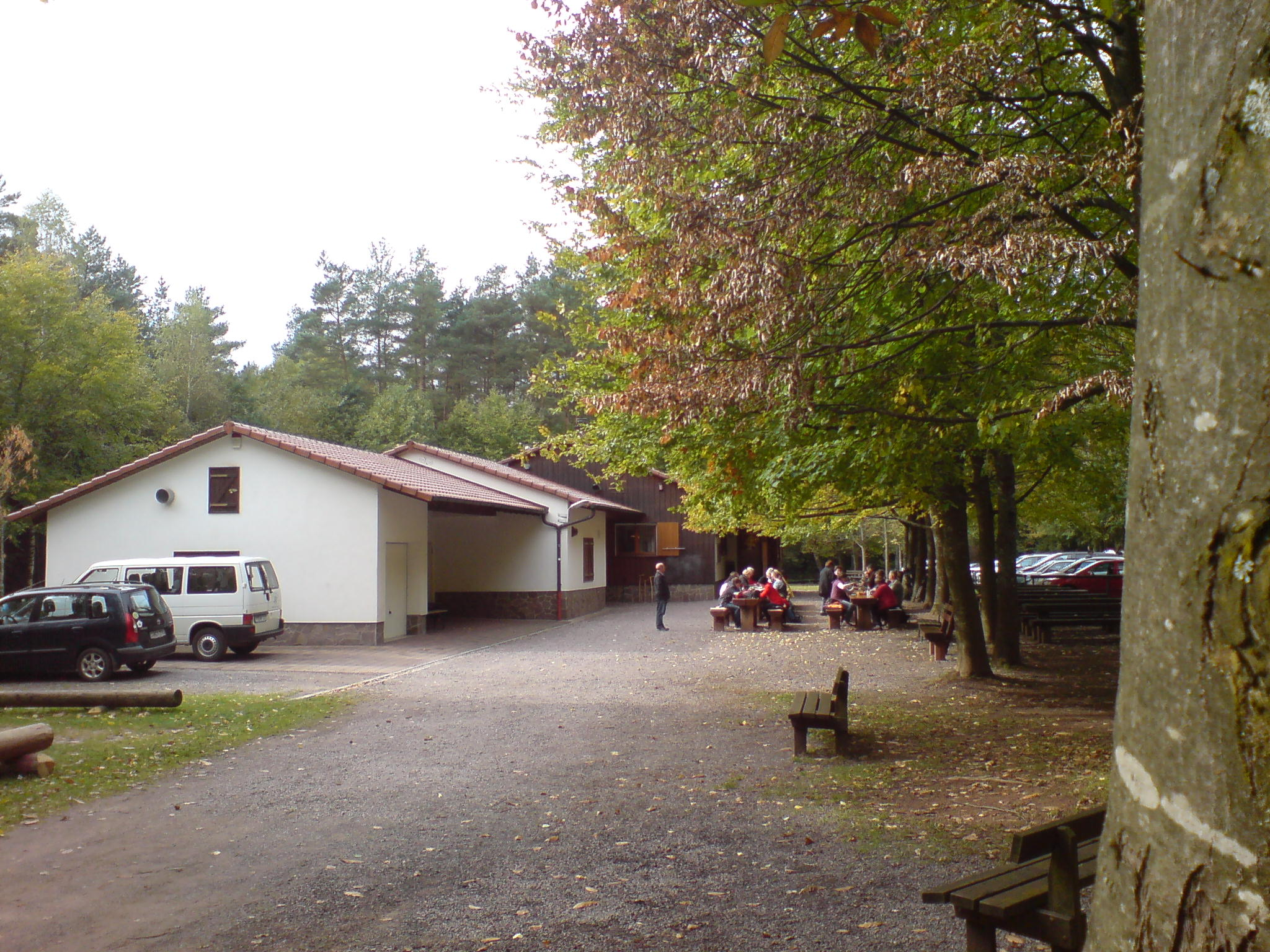
Drachenfelshütte

Im letzten Viertel des 20. Jahrhunderts öffnete sich Busenberg verstärkt dem Tourismus. Die Werbung bezieht sich vor allem auf die Lage inmitten des Naturparks Pfälzerwald und empfiehlt Wander- sowie Radtouren. Als Unterkünfte werden hauptsächlich private Fremdenzimmer und Ferienwohnungen angeboten.
Zudem existiert mit der Drachenfelshütte seit 1968 eine Wanderhütte, die von der örtlichen Sektion des Pfälzerwald-Vereins betrieben wird. Durch Busenberg verlaufen mit dem von Kaiserslautern bis nach Schweigen-Rechtenbach führenden Pfälzer Waldpfad ein sogenannter Prädikatswanderweg und der mit einem gelben Balken markierte Fernwanderweg Pirmasens–Belfort. Hinzu kommt ein mit einem gelb-roten Balken markiert Wanderweg, der vom Wellbachtal über den nördlichen Teil der Busenberger Gemarkung bis nach Rülzheim verläuft.
Der 24 km lange Busenberger Holzschuhpfad ist ein Rundwanderweg und wurde zur Erinnerung an den früher unter anderem in Busenberg verbreiteten Beruf der Holzschuhmacher angelegt und führt über sieben Berggipfel sowie zehn Aussichtspunkte rund um den Ort.

## Persönlichkeiten

### Ehrenbürger
- Erich Wegmann (* 1938), Ortsbürgermeister von 1989 bis 2009, ernannt 2012

### Söhne und Töchter der Gemeinde
- Irma Reiß (1892–1942), Opfer des Holocaust, ihr wurde in München ein Stolperstein gewidmet.

### Personen, die vor Ort gewirkt haben
- Franz Vogel (1850–1926), katholischer Priester, war zeitweise Kaplan vor Ort.
- Paul Keller, Träger des Bundesverdienstkreuzes, wohnt in Busenberg.
- Robert Breitsch, seit 2004 Träger des Verdienstordens des Landes Rheinland-Pfalz, wohnt vor Ort.